# Centromerus unidentatus
Centromerus unidentatus är en spindelart som beskrevs av Miller 1958. Centromerus unidentatus ingår i släktet Centromerus och familjen täckvävarspindlar. Inga underarter finns listade i Catalogue of Life.